# زلزله (فیلم ۱۹۹۳)
زلزله (به هندی: Bhookamp) و (به انگلیسی: Earthquake) فیلمی هندی محصول سال ۱۹۹۳ و به کارگردانی گوتام آدیکاری است. در این فیلم بازیگرانی همچون جیتندرا، راهول روی، مامتا کولکارنی، دیپا ساهی، روهینی هاتانگادی، سورش اوبروی، جانی لور و آنانت ماهادوان ایفای نقش کرده‌اند.